# Anna Diop
Mame Anna Diop (Dakar, 6 de febrero de 1988) es una actriz estadounidense-senegalesa. Es conocida por interpretar a la princesa Koriand'r / Starfire en la serie Titans.

## Biografía
Diop nació en Senegal pero se mudó a los Estados Unidos cuando tenía seis años. En 2006 hizo su debut en la televisión apareciendo en la serie Everybody Hates Chris. En los años siguientes apareció en series como Lincoln Heights, Whitney y Touch. En cine, Diop actuó junto a la veterana Jennifer Jason Leigh en la película The Moment (2013). En 2015, Diop interpretó el papel de Rose Arvale en la serie de corta duración The Messengers. Ese mismo año apareció en la serie de suspenso Quantico y fue incluida en el reparto regular de la serie del canal Oprah Winfrey Network Greenleaf. En 2016 hizo parte del elenco de la serie 24: Legacy junto a Corey Hawkins y Miranda Otto. En 2017 interpretó a la heroína alienígena Starfire en la serie de acción Titans.

## Filmografía

### Cine y televisión
| Año       | Título                   | Rol                   | Notas                                         |
| --------- | ------------------------ | --------------------- | --------------------------------------------- |
| 2006-2008 | Everybody Hates Chris    | Diedra                |                                               |
| 2007      | Lincoln Heights          | Sharon                |                                               |
| 2011      | Second Date Roxy         | Layla Tase            | Corto                                         |
| 2011      | Whitney                  | Mesera                |                                               |
| 2012      | Southland                |                       |                                               |
| 2013      | Touch                    | Lila James            |                                               |
| 2013      | The Moment               | Hawa                  |                                               |
| 2013      | While Expecting Cassius  | Angela                | Corto                                         |
| 2013      | Mingle                   | Jennie                | Película para TV                              |
| 2013      | Double Negative          | Laila                 | Corto                                         |
| 2015      | The Messengers           | Rose Arvale           |                                               |
| 2015      | Quantico                 | Mia                   |                                               |
| 2016      | Greenleaf                | Isabel                |                                               |
| 2016      | Message from the King    | Becca                 |                                               |
| 2017      | 24: Legacy               | Nicole Carter         |                                               |
| 2017      | The Keeping Hours        | Kate                  |                                               |
| 2018—2023 | Titans                   | Koriand'r / Starfire  | Personaje principal, serie de TV              |
| 2019      | Nosotros                 | Rayne Thomas / Eartha |                                               |
| 2020      | DC's Legends of Tomorrow | Koriand'r / Starfire  | Episodio: "Crisis on Infinite Earths, Part 5" |
| 2021      | Something About Her      | Anna                  |                                               |
| 2023      | The Book of Clarence     | Varinia               |                                               |